# Star TV
(Slogan del canale a partire dal 2004)
Star TV è una emittente televisiva turca lanciata nel 1989, in onda grazie alla collaborazione di Cem Uzan e Ahmet Özal, la prima tv privata a rompere il monopolio di TRT.

## Storia
Nel 1992 Cem Uzan ha finito il patto di collaborazione con Ahmet Özal ed ha cambiato il nome del canale prima in İnterstar, poi in Star TV. Il primo slogan del canale è stato emesso tra il maggio del 1989 e il settembre del 1999. Il secondo slogan del canale è stato emesso tra il settembre del 1999 e il giugno del 2000. Il terzo slogan è stato emesso tra il giugno del 2000 e il giugno del 2004. Il 1º settembre 2002 è stata fondata "Euro Star", la gemella europea dell'emittente televisiva. L'ultimo slogan è Star her yerde (trad. Star è ovunque), dal giugno del 2004.
Dopo che Uzan Grubu non ebbe pagato le tasse, nel 2004 il governo ha agito togliendo il diritto di proprietà al gruppo, divenendo così un canale gestito dallo stato. Il 12 settembre 2005 in un'asta la Doğan Holding ne è divenuta proprietaria in seguito al pagamento di 306,5 milioni di dollari.